# Live in het Philips Stadion
Live in het Philips Stadion is de cd/dvd-registratie van de drie uitverkochte concerten die Guus Meeuwis van 9 t/m 11 juni 2006 gaf in het Philips Stadion in Eindhoven.
Tijdens zijn concerten promoot hij zijn nieuwe single Ik wil dat ons land juicht, dat speciaal geschreven is voor het WK Voetbal in Duitsland. Opvallend is dat de tekst geschreven is door stervoetballer van Real Madrid en Oranje, Ruud van Nistelrooij. De single komt tot nummer vijf in de Nederlandse Top 40. Speciale gasten tijdens zijn optredens zijn de Limburgse band Rowwen Hèze en de dan nog onbekende zangeres Dennis, waarmee hij het duet Als Je Ooit zingt. Dennis is de dochter van Guus' vaste producer Rob van Donselaar.

## Tracklist

### CD
1. Ik Wil Dat Ons Land Juicht (G. Meeuwis, R. van Nistelrooij) – 4:38
2. Ik tel tot 3 (G. Meeuwis, J. Rozenboom) – 4:09
3. Niemand (J. Rozenboom, G. Meeuwis) – 4:19
4. Het Is Een Nacht (G. Meeuwis) – 4:39
5. Te Lang (J. Rozenboom, G. Meeuwis, J. Roy) – 4:12
6. Als De Liefde (T. Hermans) – 2:20
7. Stadion Medley – 3:48
8. Geef mij je angst (U. Jurgens, M. Kunze, A. Hazes) – 3:44
9. Jouw hand duet met Jack Poels (J. Poels, R. van Donselaar) – 4:20
10. De Neus Umhoeg duet met Rowwen Hèze (J. Poels, R. van Donselaar) – 4:02
11. Zo ver weg (B. Destrycker) – 4:50
12. Mag Ik Dansen (J. Rozenboom, G. Meeuwis) – 5:06
13. Ik Wil Je (J. van Eykeren, W. Grootaers, E. Wauters, B. Bergen) – 4:50
14. Per Spoor (G. Meeuwis) – 6:46
15. Brabant (G. Meeuwis, J. Rozenboom) – 8:22